# Stazione di Ceva
La stazione di Ceva è una stazione ferroviaria, a servizio dell'omonimo comune, posta sulla ferrovia Torino-Fossano-Savona. La stazione è inoltre punto di diramazione ed origine della linea per Ormea, sospesa al traffico passeggeri dal 2012 e percorsa dal 2016 da saltuari treni turistici, e della linea per Bra, chiusa nel 1994.

## Storia
La stazione entrò in funzione il 28 settembre 1874, con l'apertura del tronco Ceva-Savona (Via Bastia Mondovì-Bra). Nel 1933 venne inaugurata la cosiddetta "direttissima Piemonte" via Fossano-Mondovì-Ceva.
Nel 1994, in seguito ai danni subiti dall'Alluvione del 1994 in Piemonte, fu dismessa la linea Bra-Ceva. A seguito di tale evento tale linea fu usata solo come raccordo per uno stabilimento per la produzione di container.
Nel 2012 il traffico sulla linea per Ormea fu soppresso a partire dal 17 giugno.
A partire dall'11 settembre 2016 la stazione risulta coinvolta nel progetto 'Binari senza tempo' che conduce i treni turistici da Torino ad Ormea.

## Strutture e impianti
La stazione è dotata di un fabbricato viaggiatori a pianta rettangolare che presenta una facciata severa e monumentale, sviluppata in lunghezza. Al piano terra ci sono i locali ad uso pubblico, due biglietterie automatiche, gli uffici del personale, movimento e capo stazione, due sale d'aspetto, servizi igienici e un bar-edicola. Al piano superiore ci sono i locali del personale. L'edificio venne completamente ricostruito in occasione dell'apertura della nuova tratta ferroviaria Torino-Savona.
La stazione dispone di sei binari dedicati al traffico passeggeri. I binari sono tutti serviti da un’apposita banchina per l’imbarco dei passeggeri.

## Movimento
La fermata è servita da treni regionali e treni regionali veloci operati da Trenitalia nell'ambito del contratto di servizio stipulato con la Regione Piemonte. Inoltre, è capolinea di alcune relazioni da e per Fossano e Torino Porta Nuova.
I treni che fermano a Ceva hanno destinazione:
- Savona
- Torino Porta Nuova
- Fossano
- Imperia
- San Giuseppe di Cairo
- Albenga

## Servizi
La stazione offre i seguenti servizi:
- Biglietteria automatica
- Sala d'attesa
- Servizi igienici

## Interscambi
Presso la stazione sono attuati i seguenti interscambi:
- Fermata autobus
- Stazione taxi